# De la constance du sage
 (janvier 2022).
De la constance du sage est un dialogue philosophique en latin du philosophe stoïcien et homme d’état Sénèque, écrit vers 55 (entre 47 et 62), à la façon d'un dialogue avec un certain Sérénus.
Les deux autres grands essais connus de Sénèque sont Sur la tranquillité de l'âme (De Tranquillitate animi) et De l'oisiveté (De otio).

## Résumé
Sénèque argumente que le stoïcisme est une philosophie plus dure à adopter que les autres, car les gens qui la suivent sont souvent victimes de railleries. Cette pénibilité n'est toutefois que chimère, et ceux qui empruntent cette voie n'en souffrent pas, car les railleries ne peuvent blesser le sage,.